# Fayzabad (Afghanistan)
Fayzabad (ook Feyzabad of Faizabad) is de hoofdstad en grootste stad van de Afghaanse provincie Badachsjan met naar schatting in 2006 circa 27.200 inwoners en huisvest voornamelijk kooplieden en boeren. Veel NGO's hebben hun hoofdkwartier in het nieuwe gedeelte van de stad.